# Alanís
Alanís es un municipio y localidad española de la provincia de Sevilla, en la comunidad autónoma de Andalucía. Perteneciente a la comarca de la Sierra Norte, su población es de 1673 habitantes (INE 2024).

## Geografía
La villa de Alanís está situada en el norte de la provincia de Sevilla, en las estribaciones de Sierra Morena, a 106 km de la capital provincial. Su término municipal limita al norte con los de Malcocinado y Azuaga, en la provincia de Badajoz, al este con Hornachuelos, en la provincia de Córdoba, al sur con los municipios sevillanos de Las Navas de la Concepción, Cazalla de la Sierra y San Nicolás del Puerto y al oeste con el de Guadalcanal.

## Historia
Su escudo data del siglo XV y fue usado por las milicias concejiles en la guerra contra los moros, y en la guarnición del castillo. Conquistada por Fernando III en 1249, meses después que Sevilla, Alanís fue escenario de enfrentamientos nobiliarios en la Baja Edad Media, sobre todo en las crisis de sucesión de los Reyes Católicos y entre los linajes de Guzmán y Ponce de León. A partir de entonces no se conocieron trastornos mayores en este territorio, excepción hecha del levantamiento popular contra las tropas napoleónicas, a principios del siglo XIX.
En 1594 formaba parte del reino de Sevilla en la sierra de Constantina y contaba con 432 vecinos pecheros.
En 2014, ganó el concurso de El pueblo más divertido de España, otorgado por TVE.
Alanís es localidad de paso del Camino de la Frontera hacia Santiago de Compostela.

## Demografía
Cuenta con una población de 1673 habitantes (INE 2024).
| Gráfica de evolución demográfica de Alanís entre 1842 y 2021                                                          |
| |
| Población de derecho según los censos de población del INE. Población de hecho según los censos de población del INE. |

Evolución de la población durante el siglo XX. Obsérvese la acelerada pérdida de población por la emigración en la segunda mitad del siglo, especialmente en la década de 1960.
| 3,622                     | 3,758 | 3,834 | 4,480 | 4,924 | 4,822 | 3,945 | 2,864 | 2,278 | 2,076 | 2,030 | 1811 |
| (Fuente: INE [Consultar]) |       |       |       |       |       |       |       |       |       |       |      |

## Economía
Evolución de la deuda viva municipal
| Gráfica de evolución de Deuda viva del Ayuntamiento de Alanís entre 2008 y 2019                                |
| |
| Deuda viva del Ayuntamiento de Alanís en miles de Euros según datos del Ministerio de Hacienda y Ad. Públicas. |

## Patrimonio

### Arquitectura militar

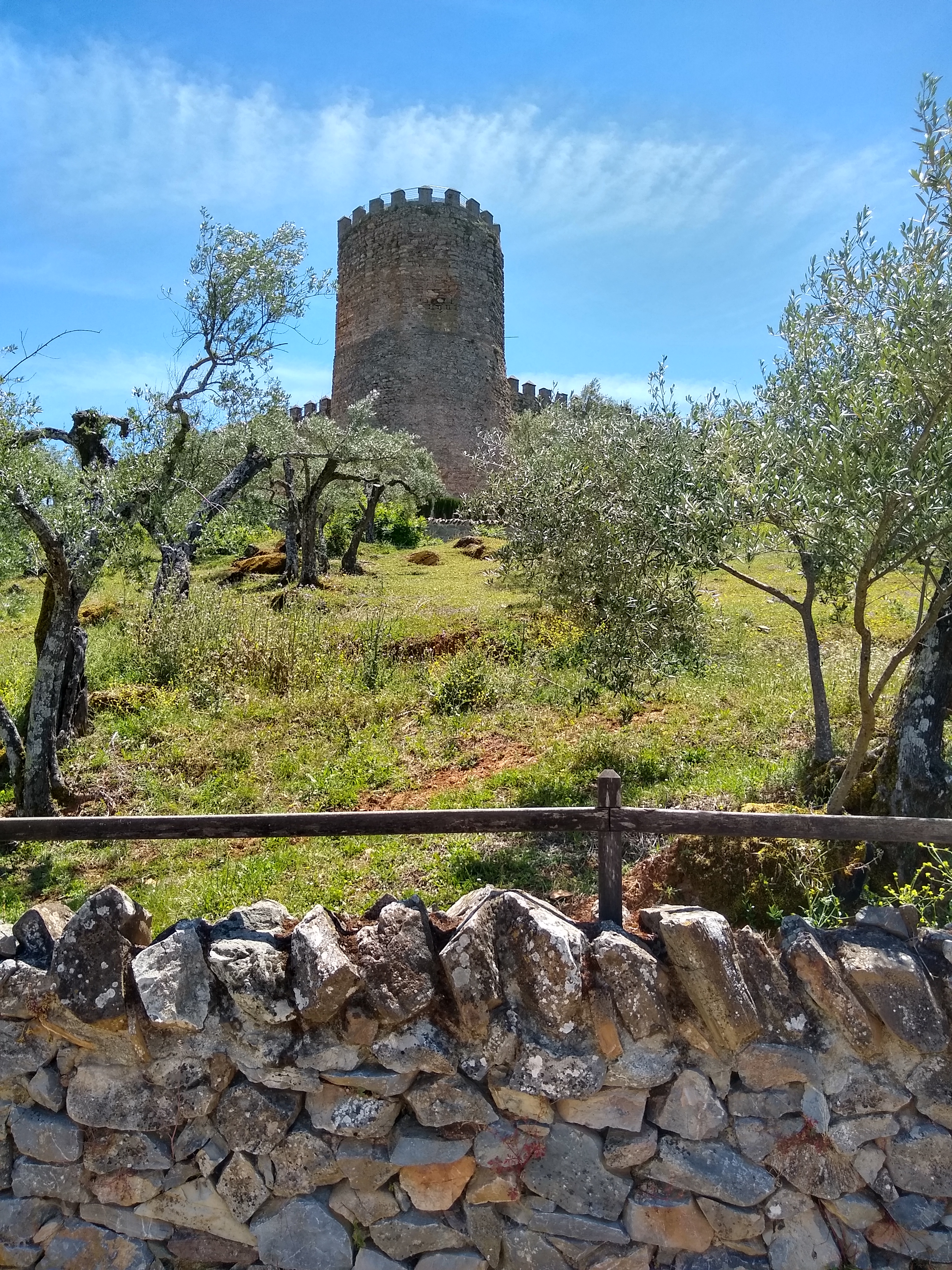
Castillo de Alanís

- Castillo de AlanísCastillo: de origen árabe, anterior a 1392. Situado sobre un estratégico montículo al sur de la población, la edificación más emblemática de Alanís ha sido testigo mudo de los aconteceres de la historia del pueblo desde finales del siglo XVI, en que se supone su construcción. De planta hexagonal, con torreón y barbacana, hoy ya desaparecida. Sus muros, de 2,3 m de ancho y 6,4 m de alto, dejaban un único acceso al recinto por su cara norte, desde donde se avista el pueblo. Fue atacado por los franceses durante la ocupación napoleónica, quienes dinamitaron uno de sus muros, el suroeste, conservándose las ruinas en la actualidad.

### Arquitectura religiosa
- Ermita de San Juan (siglo XIV), mudéjar. Recientemente restaurada.
- Ermita de Nuestra Señora de las Angustias: se erigió en recuerdo de la victoria obtenida contra los “moros”, a 200 m de la población, en el llamado valle de Matamoros. Su construcción consta de tres tramos y entrada. El primer tramo fue construido en el siglo XVIII, existiendo una lápida con la inscripción de la fecha de 1656. En su interior se guarda y venera la imagen de nuestra Señora de las Angustias, patrona de la localidad, cuya primitiva imagen fue destruida durante la Guerra Civil, siendo posteriormente sustituida por la actual, obra del escultor Castillo Lastrucci. Gótico medio. Reconstruida en el siglo XVIII.
- Ermita de Jesús Nazareno: edificio perteneciente al antiguo hospital de la Caridad, hoy desaparecido, cuenta en su interior con un retablo de estilo barroco. En esta capilla, de belleza sencilla y austera, y que invita al recogimiento y devota oración de los vecinos y visitantes, es donde se venera la imagen de Nuestro Padre Jesús Nazareno, titular de una de las cofradías de penitencia más populares en la localidad. Del siglo XVI. Retablo mayor de la iglesia de Nuestra Señora de las Nieves

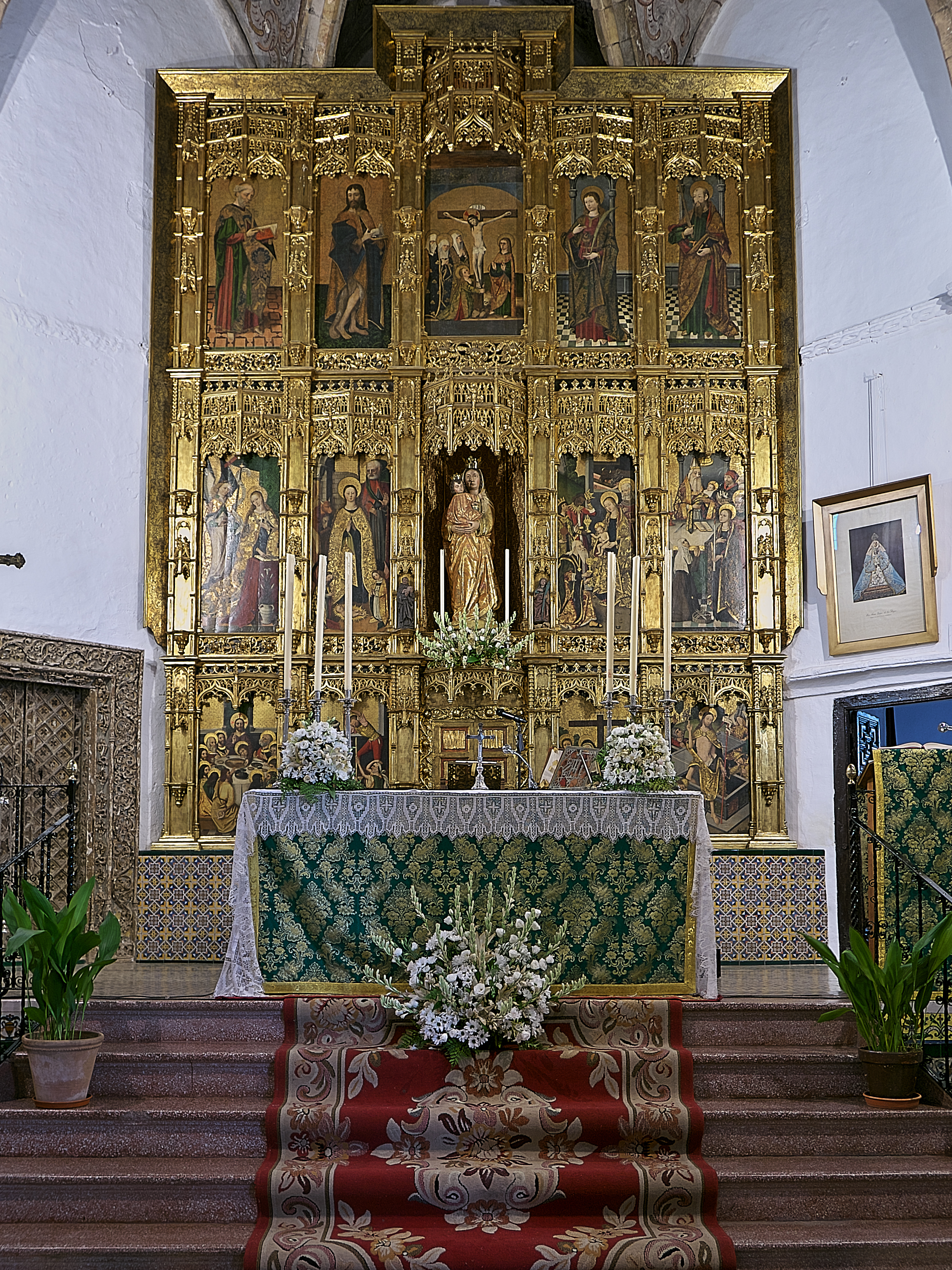
Retablo mayor de la iglesia de Nuestra Señora de las Nieves

- Iglesia de Nuestra Señora de las Nieves: construcción tradicional de tres naves, que data del año 1356. Es de destacar su valioso retablo barroco, que adorna todo el frontal del altar mayor, y que data del siglo XVI. En el interior hay una capilla del siglo XVI, decorada con azulejos mudéjares. A mediados del siglo XVIII, a causa del terremoto de Lisboa de 1755, sufrió importantes daños. Importante retablo gótico.
- Ermita de San Miguel de la Breña: situada a escasos kilómetros de la localidad, en la carretera que conduce a Malcocinado, y en una finca de propiedad particular, es el último vestigio que se conserva del antiguo Monasterio Basílico que en su día existió. La ermita, que ha quedado como almacén del actual cortijo, consta de una sola nave dividida en dos tramos, uno de bóveda de cañón y el otro de cúpula.

### Arquitectura popular
- Fuente de Santa María: sita en el casco urbano, construida en tiempos de Carlos V. Ha sido la gran abastecedora de agua durante siglos, y entrañablemente querida por los lugareños de todos los tiempos. Está ubicada en la calle Angustia, en un pequeño ensanche que en tiempos se denominó plaza de Santa María. Junto a un manantial de aguas, del que históricamente se ha surtido la población más próxima, se erigió un muro frontal en honor a la Virgen de las Angustias, ubicándose un panel de cerámica sevillana con la imagen, fechado en 1767.
- Fuente de Pilitas: por el camino que conduce al camposanto, en su margen izquierdo, se encuentra la Fuente de las Pilitas, de gran valor etnográfico local y fuente de inspiración de la leyenda-mito del “Encanto de las Pilitas”. Es una antigua fuente árabe en ladrillo, acompañada de su correspondiente alberca del mismo origen y estilo, que aún hoy sigue cumpliendo su primordial función de riego de las huertas cercanas y abrevadero de ganado.
- Cruces de Mayo: históricamente, las Cruces de Mayo representan una vinculación de los lugareños con su barrio de origen, manifestándose estos sentimientos con la celebración de estas fiestas, cuando cada barrio se agrupa en torno a sus carrozas de procesión, produciéndose una fuerte rivalidad entre las mismas. Hoy han desaparecido totalmente estas manifestaciones populares, pero aún permanecen sus monumentos simbólicos en hierro forjado y piedra tallada, en el barrio de Triana, y en las calles Nueva y Corredera.

## Festejos
Se celebran, con mucha participación por parte de la población, unos estupendos carnavales. La romería en honor a María Auxiliadora se suele celebrar el último domingo de mayo. Las fiestas principales del pueblo son la segunda o tercera semana de agosto. Y desde hace dieciocho años se celebran unas jornadas medievales el primer fin de semana de septiembre.

## Hermanamientos
- Rocca di Papa (Italia)